# 석유 젤리

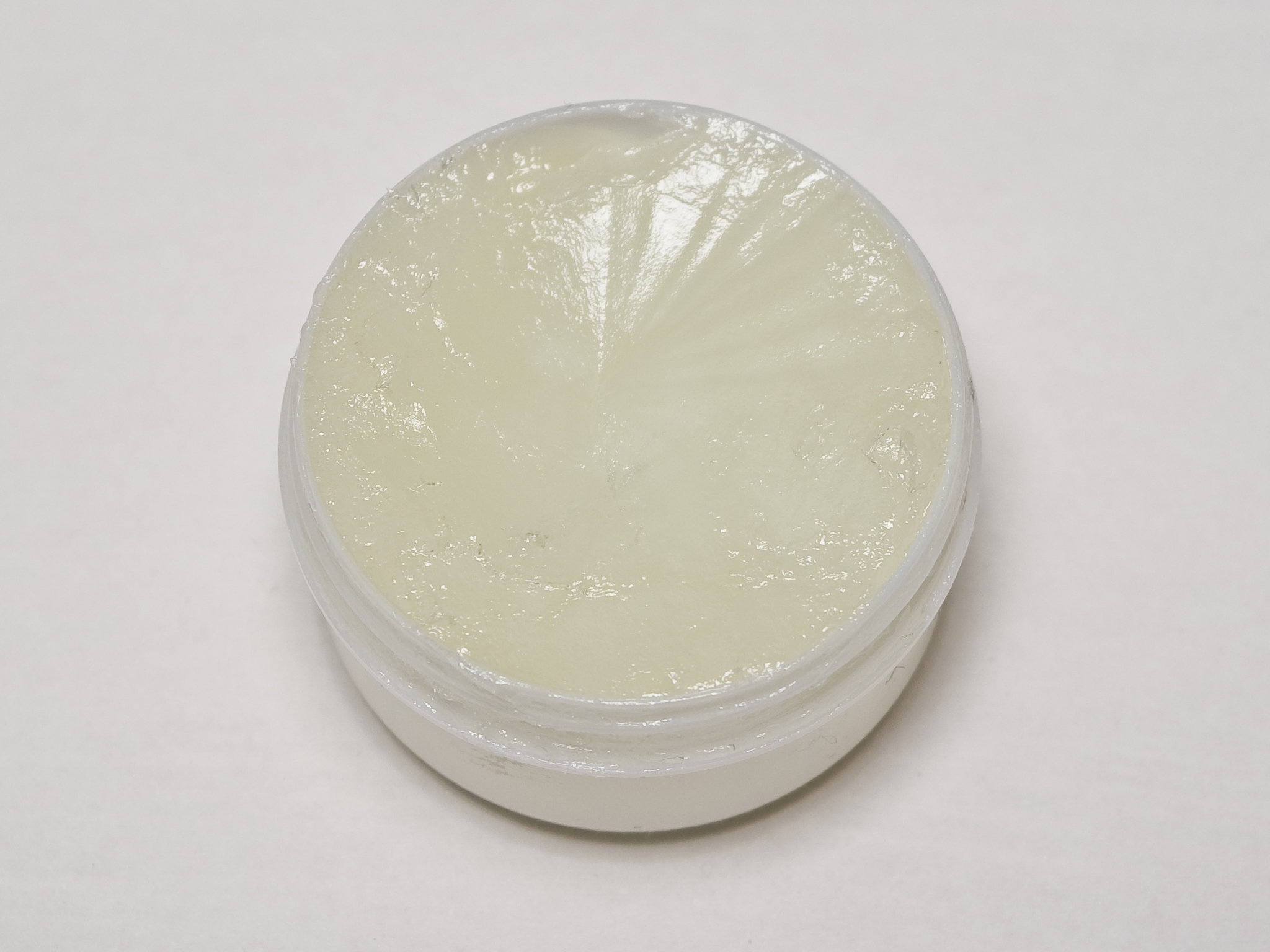
바셀린

석유 젤리는 파라핀 젤리라고도 하며, 석유를 증류하고 남은 찌꺼기를 정제하여 만든 젤리 형태의 물질이다. 바셀린이라는 상품명으로 더 널리 알려져 있다. 색깔은 무색에서 노란색 등으로 다양하다. 의약품과 화장품의 성분으로 쓰이는 물질이다.